# Vredesverdrag van 1760

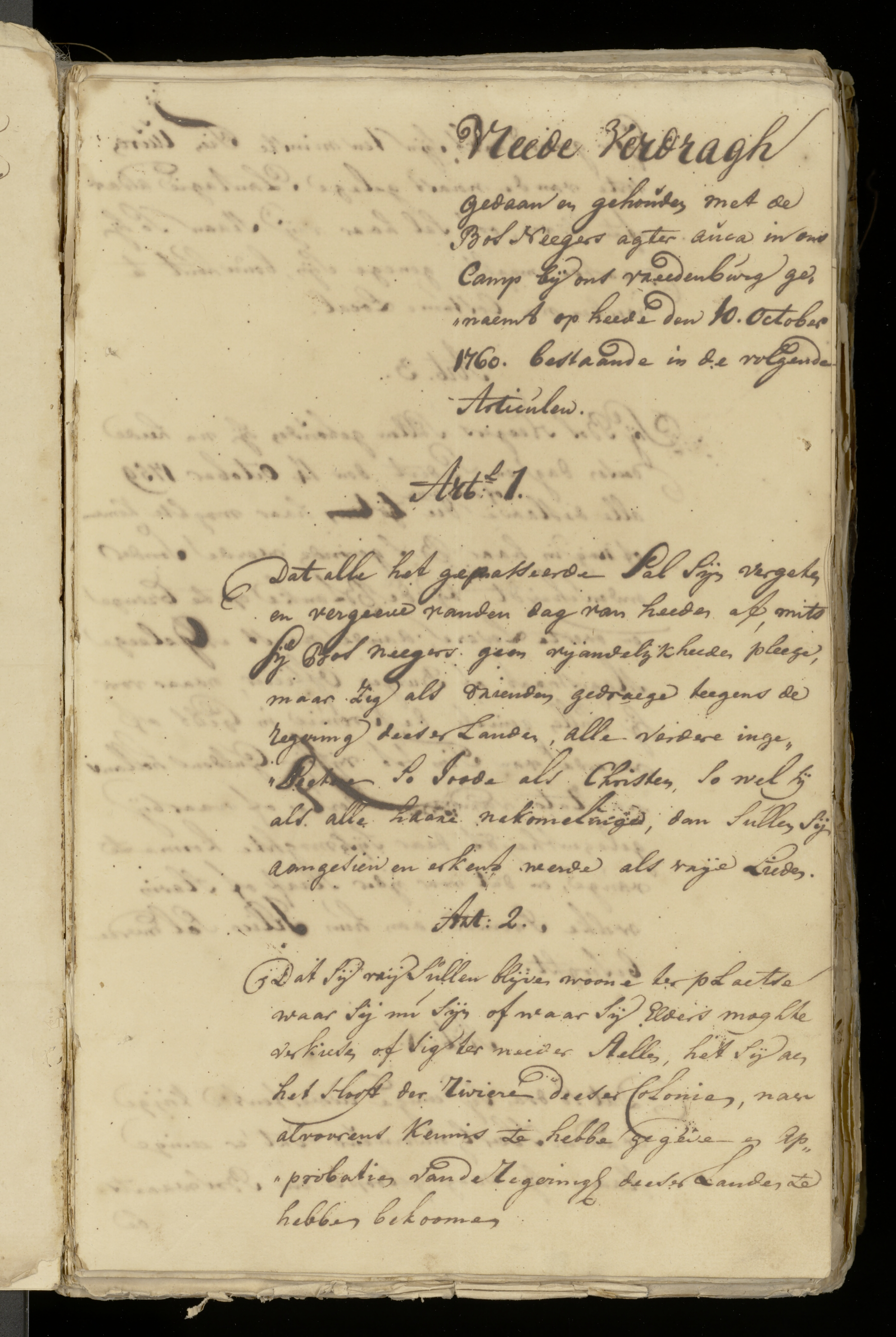
Eerste pagina van het verdrag.

Het Vredesverdrag van 1760 is een verdrag dat vrijgevochten slaven in Suriname op 10 oktober 1760 sloten met de Sociëteit van Suriname. Het verdrag hield in dat de Aukaners een in het oerwoud gevormde stam van Surinaamse marrons, vrijheid en territoriale autonomie verwierven. Hierdoor werd het mogelijk om vaste nederzettingen te stichten. In de vredesverdragen werden gebieden aangewezen waar de Aukaners zich mochten ophouden. Dit was steeds op grote afstand van de plantages. 
Dankzij dit verdrag werden de Aukaners als vrije mensen erkend. In ruil daarvoor verplichtten zij zich onder andere, om nieuwe weggelopen slaven aan te brengen bij de Hollanders. Het was aan de Aukaners niet toegestaan om ontsnapte slaven op te nemen in hun gelederen. De Kwinti's waren uitgesloten van deze vrede omdat gedacht werd dat deze kleine groep overmeesterd zou kunnen worden.
Het conceptverdrag werd opgesteld door de gouverneur-generaal Wigbold Crommelin na de Tempati-opstand begin 1757 dat begon met een protest tegen een gedwongen verhuizing van de houtgrond La Paix naar een suikerplantage. De onlusten zorgden ervoor dat een deel van de opstandelingen zich aansloten bij de  Auka-marrons.
Hierna werd besloten tot een vredesakkoord. Er werd onderhandeld met Adyáko Benti Basiton, een marron die eerder van Jamaica naar Suriname was gedeporteerd en lezen en schrijven kon, en een variant van het enige eerder tussen marrons en kolonisten gesloten akkoord (op Jamaica, 1738) middels achtergelaten briefjes aan de Hollandse militairen overbracht. Hij plaatste kanttekeningen bij zes van de artikelen van het conceptverdrag van 1760 en bracht het verdrag terug van zeven naar negen artikelen.
Verschillende stammen volgden het voorbeeld van de Ndyuka, zodat er zich eind 18de eeuw een specifieke marronbeschaving kon ontwikkelen in het Surinaamse binnenland die zich had vrijgemaakt van de kolonisten en uniek is voor het hele Caraïbische gebied. In Jamaica was er bijvoorbeeld (mede door het beperkte grondgebied) een veel grotere vermenging. In 1762 volgde de Vrede met de Saramaccaners, een vergelijkbaar verdrag met de Saramaccaners, en in 1769 het Vredesverdrag met de Matawai, met de Matawai.
Het verdrag werd in 1837 herzien.

## Dag der Marrons
De datum 10 oktober 1760 is tegenwoordig een belangrijke vieringsdatum voor de marrons, anno 2015 viert men de dag der Marrons als een nationale vrije dag in Suriname en is het nu 252 jaar geleden dat men dit gebeuren zal gedenken. Er is inmiddels ook een Stg. 10 October 1760 onder Voorzitterschap van de heer Leo Atomang, in het dagelijks leven medewerker Journalistiek bij radio Boskopu Paramaribo.
Ter herinnering aan het verdrag kent Paramaribo het Plein van 10 oktober 1760 en werd hier op 8 februari 1993 het monument 10 oktober 1760 onthuld.

## Spreiding

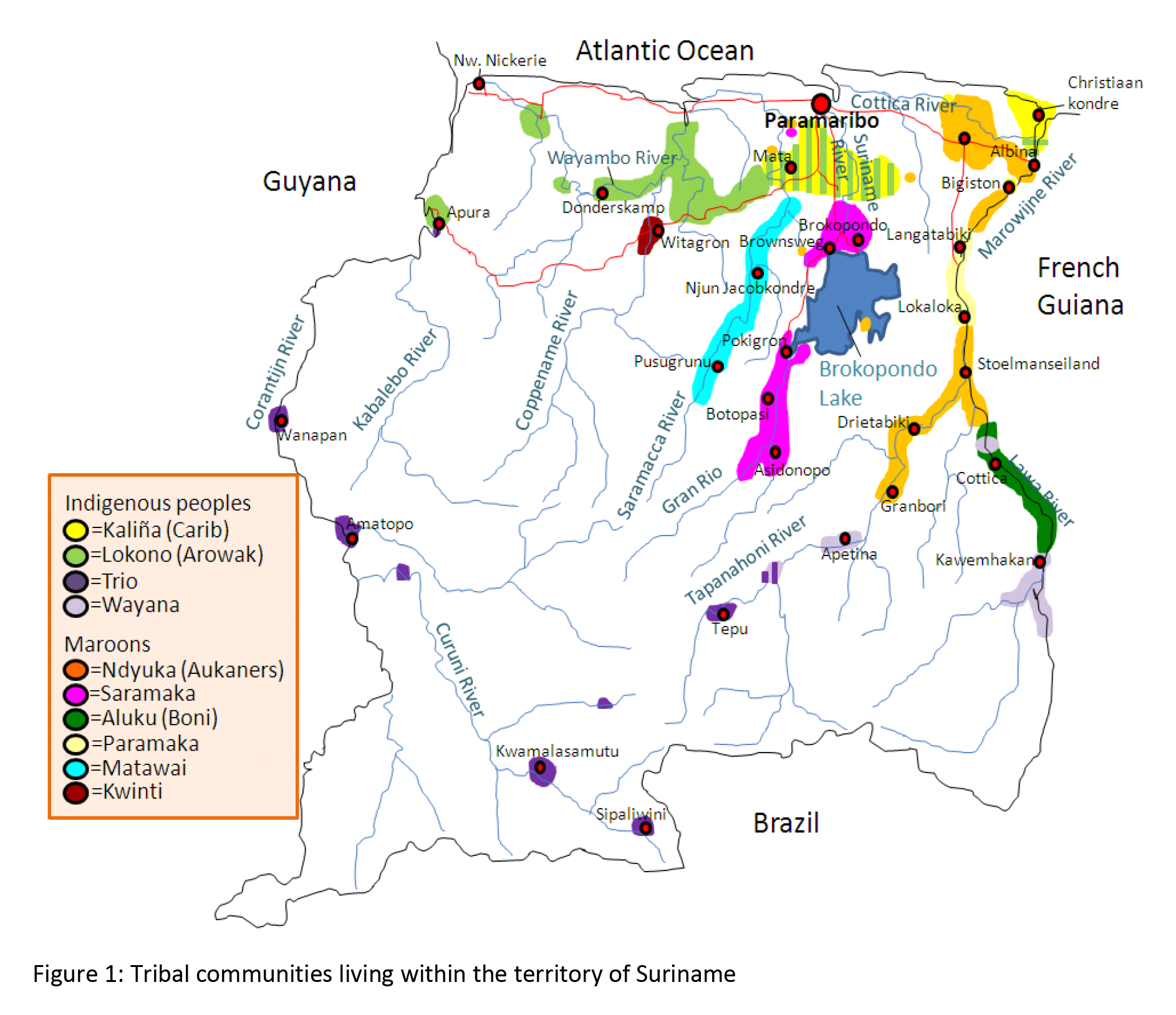
Spreiding van de inheemsen en marrons: Aukaners in het oranje